# I. liga 1987-1988
L'edizione 1987/88 del campionato cecoslovacco di calcio vide la vittoria finale dello Sparta ČKD Praga.
Capocannoniere del torneo fu Milan Luhový del Dukla Praga con 24 reti.

## Classifica finale
|    | Classifica                            | G  | V  | N  | P  | GF | GS | DR  | Pti |
| -- | ------------------------------------- | -- | -- | -- | -- | -- | -- | --- | --- |
| 1  | Sparta ČKD Praga                      | 30 | 22 | 5  | 3  | 82 | 22 | +60 | 49  |
| 2  | Dukla Praga                           | 30 | 15 | 9  | 6  | 54 | 34 | +20 | 39  |
| 3  | DAC Dunajská Streda                   | 30 | 13 | 9  | 8  | 39 | 36 | +3  | 35  |
| 4  | Baník Ostrava OKD                     | 30 | 13 | 8  | 9  | 49 | 40 | +9  | 34  |
| 5  | Sigma Olomouc                         | 30 | 12 | 8  | 10 | 50 | 46 | +4  | 32  |
| 6  | Slavia Praga                          | 30 | 12 | 7  | 11 | 49 | 45 | +4  | 31  |
| 7  | Plastika Nitra                        | 30 | 13 | 4  | 13 | 46 | 45 | +1  | 30  |
| 8  | Vítkovice                             | 30 | 11 | 7  | 12 | 49 | 45 | +4  | 29  |
| 9  | Dukla B.B.                            | 30 | 12 | 5  | 13 | 44 | 46 | -2  | 29  |
| 10 | Spartak TAZ Trnava                    | 30 | 11 | 7  | 12 | 38 | 42 | -4  | 29  |
| 11 | RH Cheb                               | 30 | 9  | 11 | 10 | 31 | 36 | -5  | 29  |
| 12 | Bohemians ČKD Praga                   | 30 | 13 | 3  | 14 | 41 | 54 | -13 | 29  |
| 13 | Internacional Slovnaft ZTS Bratislava | 30 | 11 | 5  | 14 | 50 | 54 | -4  | 27  |
| 14 | Spartak ZVÚ Hradec Králové            | 30 | 8  | 11 | 11 | 32 | 52 | -20 | 27  |
| 15 | ZVL Žilina                            | 30 | 7  | 7  | 16 | 32 | 54 | -22 | 21  |
| 16 | Tatran Prešov                         | 30 | 3  | 4  | 23 | 29 | 64 | -35 | 10  |

## Verdetti
- Sparta ČKD Praga campione di Cecoslovacchia 1987/88.
- Sparta ČKD Praga ammessa alla Coppa dei Campioni 1988-1989.
- Dukla Praga e Dunajská Streda ammesse alla Coppa UEFA 1988-1989.
- TJ ZVL Žilina e Tatran Presov retrocesse.